# Ladżdżun
Ladżdżun (arab. اللجّون, Al-Ladżdżun) – nieistniejąca już arabska wieś, która była położona w Dystrykcie Dżanin w Mandacie Palestyny. Wieś została wyludniona i zniszczona podczas I wojny izraelsko-arabskiej, po ataku Sił Obronnych Izraela w dniu 30 maja 1948 roku.

## Położenie
Ladżdżun leżała na niewielkim wzniesieniu znajdującym się w południowo-zachodnim skraju Doliny Jezreel w Dolnej Galilei. Była położona po obu stronach wadi Ladżdżun. Wzgórze wznosiło się na wysokości 150 metrów n.p.m. i rozciągał się stąd widok na całe Wadi Ara i położone 16 kilometrów na południe miasto Dżanin. Według danych z 1945 roku do wsi należały ziemie o powierzchni 7724,2 ha. We wsi mieszkało wówczas 5409 osób.
| Własność gruntów | Powierzchnia gruntów (ha) |
| ---------------- | ------------------------- |
| Arabowie         | 6831,1                    |
| Żydzi            | 0                         |
| publiczne        | 893,1                     |
| Razem            | 7 724,2                   |

## Historia
Historia powstania Ladżdżun była związana ze strategicznym położeniem wioski na skrzyżowaniu ważnych dróg prowadzących z Azji do Egiptu. Znaczenie tego miejsca rozumiano już w czasach starożytnych. W jego pobliżu znajdowało się ufortyfikowane miasto Megiddo. Po stłumieniu w 135 roku żydowskiego Powstania Bar-Kochby, cesarz Hadrian rozkazał legionowi Legio VI Ferrata zbudowanie przy skrzyżowaniu dróg obozu, który został nazwany Legio (pol. Legion). Rzymianie strzegli rejonu wadi Ara, oraz kontrolowali linię komunikacyjną łączącą nadmorską równinę z doliną Jezreel. Gdy w III wieku wojska zostały wycofane, Legio stało się miastem o nazwie Maximianopolis, na cześć cesarza Maksymiana. Po podboju muzułmańskim nazwę zmieniono na al-Lajjun (arabskie słowo lajjun wywodzi się z rzymskiego legio, i oznacza legion). Krzyżowcy przywrócili mu rzymską nazwę Legio, ale używali także nazw Ligum i le Lyon. W 1182 roku miasto ponownie zajęli Muzułmanie, którzy powrócili do nazwy al-Lajjun. W 1596 roku Ladżdżun zostało włączone do Imperium Osmańskiego. W owym czasie była to stolica sandżaku Lajjun, który obejmował dolinę Jezreel, północną Samarię i północno-środkową część wybrzeża Palestyny. Składał się on z czterech nahijas (pod-dzielnic): Dżanin, Sahel Atlit, Sa'ra i Szafa) i obejmował w sumie 55 wsi, w tym Hajfę, Dżanin i Beisan. Mieszkańcy miasta utrzymywali się z upraw pszenicy i jęczmienia, oraz hodowli kóz, wołów wodnych i pasieki. Walki wewnętrzne prowadzone w drugiej połowie XVIII wieku spowodowały stopniowy upadek miasta, i jego degradację do statusu wioski. W okresie panowania Brytyjczyków Ladżdżun była średniej wielkości wsią, w której znajdowały się dwa meczety i jedna szkoła dla chłopców.

Przyjęta 29 listopada 1947 roku Rezolucja Zgromadzenia Ogólnego ONZ nr 181 przyznała te tereny państwu arabskiemu. Wieś Ladżdżun znalazła się na granicy z terytoriami żydowskimi. Podczas wojny domowej w Mandacie Palestyny stacjonowały w niej siły Arabskiej Armii Wyzwoleńczej, które blokowały żydowską komunikację w regionie. Dlatego w dniu 13 kwietnia 1948 roku siły żydowskiej Hagany podjęła nieudaną próbę przejęcia osady. Atak przeprowadzono z rejonu pobliskiego kibucu Miszmar ha-Emek. Podczas walki zginęło 12 Arabów, a kolejnych 15 zostało rannych. Kolejny atak przeprowadziły siły Palmach w nocy z 15 na 16 kwietnia. Po ciężkich walkach wieś została zdobyta 17 kwietnia. Wysiedlono wówczas z Ladżdżun wszystkie kobiety i dzieci, oraz wysadzono 27 domów, po czym żydowscy żołnierze opuścili wieś. Podczas I wojny izraelsko-arabskiej, w dniu 28 maja 1948 roku izraelska armia rozpoczęła operację Erez, w trakcie której 30 maja zajęto wieś Ladżdżun. Wysiedlono wówczas wszystkich jej mieszkańców. Podczas rozejmu we wrześniu, wieś była wykorzystana przez Izraelczyków do tranzytu deportowanych mieszkańców ze wsi Idżzim. Następnie wyburzono większość tutejszych domów.

## Miejsce obecnie
W rejonie wioski Ladżdżun powstał w 1949 roku kibuc Megiddo. Palestyński historyk Walid Chalidi, tak opisał pozostałości wioski Ladżdżun: Ocalały tylko meczet wzniesiony z białego kamienia, ośrodek zdrowia i kilka częściowo zniszczonych domów. Meczet został przekształcony w warsztat stolarski, a w jednym z domów założono fermę drobiu. Centrum zdrowia i młyn są opuszczone, a szkoły nie ma. Cmentarz nadal istnieje, ale jest mocno zaniedbany; zachował się grób Jusufa al-Hamdana, wybitnego nacjonalisty, który zginął podczas buntu w 1936 r. Okoliczne ziemie są porośnięte drzewami migdałowca, uprawami pszenicy i jęczmienia, zainstalowano także pompy nawadniające.